# 沃特鎮區 (明尼蘇達州艾塔斯卡縣)
沃特鎮區（英語：Wirt Township）是位於美國明尼蘇達州艾塔斯卡縣的一個行政鎮區。

## 地方資料
沃特鎮區的面積為93.63平方千米，當中陸地面積為88.44平方千米，而水域面積為5.19平方千米。根據2020年美國人口普查的數據，當地共有人口94人，而人口密度為每平方千米1人。